# Sin megami tenszei: Devil Summoner
A Sin megami tenszei: Devil Summoner (真・女神転生 デビルサマナー) egy japán szerepjáték, ami eredetileg 1995-ben jelent meg Sega Saturn játékkonzolra, majd 2005-ben az eredeti bővített portjaként PlayStation Portable kézikonzolra. A játék soha nem jelent meg Észak-Amerikában, azonban a Sega Saturn verzió egy ideig tervbe volt véve, azonban később törölték a megjelenését. A Devil Summoner a Megami Tensei sorozat egyik spinoffja. A Devil Summoner-nek eddig három folytatása jelent meg, köztük a Shin Megami Tensei: Devil Summoner: Raidou Kuzunoha vs. The Soulless Army, ami angol nyelven is elérhető.
Az eredeti Devil Summoner az első Megami Tensei játék Sega Saturnra. Ellentétben az eredeti sorozat poszt-apokaliptikus világával a játék a modern Japánban játszódik. A játékos egy névtelen kollégiumi diákot irányít akire barátnőjével együtt rátámadnak a démonok; egy Kyouji nevű démonvadász azonban megmenti az életüket. Nem sokkal később Kyoujit holtan találják. Ezután a főszereplő egy raktárházban reked, majd egy Sid nevű őrült gyilkos megöli őt. Azonban ahelyett hogy meghalt volna, a főhős Kyouji testében találja magát, majd elmenekül a hullaházból. Kyouji hangjának segítségével, ami a játékost a fejéből segíti, a főszereplő csatlakozik Kyouji női partneréhez, Reihez, hogy megmentsék a barátnőjét aki még mindig veszélyben van.